# Gloria Castillo
Gloria Castillo (* 3. März 1933 in Belen, New Mexico; † 24. Oktober 1978 in Los Angeles, Kalifornien) war eine US-amerikanische Schauspielerin.

## Leben
Gloria Castillo wurde in Belen in New Mexico als Tochter eines wohlhabenden Geschäftsmannes geboren und besuchte die Universität von New Mexico. Ihr älterer Bruder Leo Castillo war ebenfalls kurzzeitig als Schauspieler aktiv. Erste Erfahrungen als Schauspielerin sammelte sie in einem kleinen Theater in Albuquerque in New Mexico. 1954 trat sie im Pasadena Playhouse in Pasadena im Stück Späte Liebe auf. Im gleichen Jahr unterschrieb sie bei dem Produzenten Harry Joe Brown von der MGM einen Vertrag und  trat anschließend in zahlreichen Fernsehserien auf. Ihre ersten Kinorollen spielte sie 1955 in Charles Laughtons Thriller Die Nacht des Jägers und in Joseph Kanes Western The Vanishing American. Später war sie hauptsächlich in größeren Rollen in B-Movies zu sehen. Oft handelte es sich dabei um kostengünstig und schnell produzierte Horror- oder Teeniefilme wie Mannstoll und gefährlich (1957) oder Teenage Monster (1958).
Gloria Castillo heiratete Ellis Kadison (1928–1998), einen Drehbuchautor, Produzenten und Regisseur. Eines ihrer Kinder ist der erfolgreiche Singer-Songwriter Joshua Kadison. Bereits 1960 zog Castillo sich weitgehend aus dem Schauspielgeschäft zurück, nur für den von ihrem Mann Ellis gedrehten Film You’ve Got to Be Smart (1967) kehrte sie noch einmal vor die Kamera zurück. Stattdessen konzentrierte sie sich auf ihr eigenes Fashionlabel, das unter anderem Röcke produzierte.
Castillo starb 1978 im Alter von 45 Jahren in Los Angeles an einer seltenen Form von Krebs. Dies inspirierte Joshua Kadison zum Song Mama’s Arms auf seinem Album Painted Desert Serenade.

## Filmografie (Auswahl)
- 1954: General Electric Theater (Fernsehserie, eine Folge)
- 1955: Die Nacht des Jägers (Night of the Hunter)
- 1955: Der letzte Indianer (The Vanishing American)
- 1956–1959: The Millionaire (Fernsehserie, drei Folgen)
- 1957: Invasion of the Saucer Men
- 1957: Mannstoll und gefährlich (Reform School Girls)
- 1958: Teenage Monster
- 1958: Alfred Hitchcock Presents (Fernsehserie, eine Folge)
- 1967: You’ve Got To Be Smart